# 兰班
兰班（法語：Lumbin，法語發音：[lœ̃bɛ̃]）是法国伊泽尔省的一个市镇，位于该省中东部，属于格勒诺布尔区。

## 地理
兰班（45°18'24"N, 5°54'45"E）面积6.77 平方千米，位于法国奥弗涅-罗讷-阿尔卑斯大区伊泽尔省，该省份为法国东南部内陆省份，北起顺时针与安省、萨瓦省、上阿尔卑斯省、德龙省、阿尔代什省、卢瓦尔省和罗讷省。
与兰班接壤的市镇（或旧市镇、城区）包括：唐桑、拉泰拉斯、弗罗日附近勒尚、克罗勒、拉皮埃尔、弗罗日、小岩高原镇。

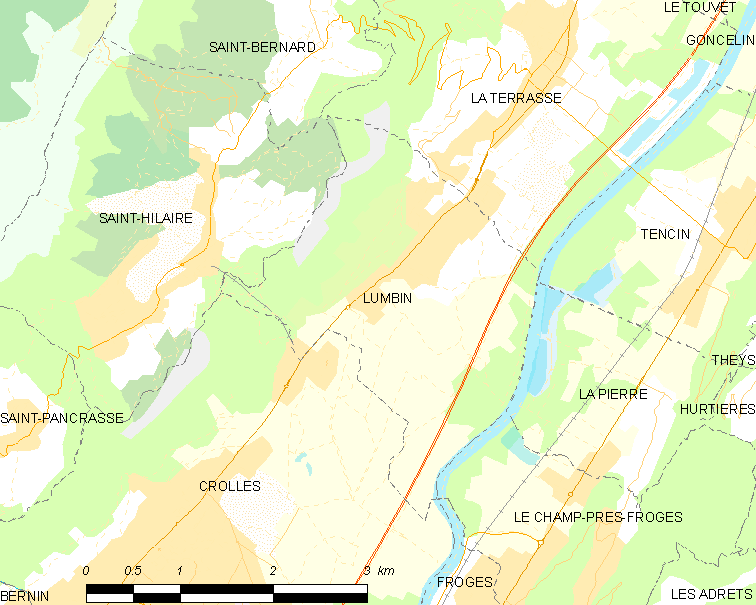
兰班的OSM定位图

兰班的时区为UTC+01:00、UTC+02:00（夏令时）。

## 行政
兰班的邮政编码为38660，INSEE市镇编码为38214。

## 政治
兰班所属的省级选区为中格雷西沃当县。

## 人口

1962-2008年间兰班人口变化图示

兰班于2022年1月1日时的人口数量为2157人。